# Perdita eriogoni
Perdita eriogoni är en biart som beskrevs av Cockerell 1925. Perdita eriogoni ingår i släktet Perdita och familjen grävbin. Inga underarter finns listade i Catalogue of Life.